# Melo-M
Melo-M er en instrumental cello rock trio fra Letland bestående af tre klassisk uddannede cellister: Kārlis Auzāns, Miķelis Dobičins og Jānis Pauls. Trioens navn kommer af ordet melomani.
Melo-M er kendt for deres instrumentale coverversioner af forskellige engelske melodier, mest kendt er velnok:  "The Final Countdown", kendingsmelodien fra filmen "Mission Impossible".

## Diskografi
- Melo-M (2005)[2]
- Singalongs (2007)[3]
- Around the World (2009)[4]
- Phantasy of the Opera (2010)[5]
- From the forest we come (2016)